# 馬戲團大廈
馬戲團大廈（Cirkusbygningen）是位於丹麥首都哥本哈根的一座大廈，為一座圓形建築。馬戲團大廈修建於1886年，在修建當時是一座馬戲團的表演場地。馬戲團大廈最後一次作為馬戲團的表演場地使用是在1990年。馬戲團大廈竣工於1886年5月8日。

## 外部連結
- Official website （页面存档备份，存于）